# Lista över banker i Sverige
- Vimmerby Sparbank
- Ölands Bank

### Övriga svenska bankaktiebolag
- Avanza
- Bankaktiebolaget Nordiska
- DNB Carnegie Investment Bank
- Enity Bank Group
- EP Bank
- Ica Banken
- Ikano Bank
- Klarna Bank
- Landshypotek Bank
- Lea Bank
- Länsförsäkringar Bank
- Marginalen Bank
- MedMera Bank
- Morgon Finans
- Noba Bank Group
- Nordnet Bank
- Norion Bank
- Northmill Bank
- OK-Q8 Bank
- Qred Bank
- Resurs Bank
- SBAB Bank
- SEB Kort Bank
- Skandiabanken
- Svea Bank
- TF Bank
- Ziklo Bank

## Sparbanker
- Bjursås Sparbank
- Dalslands Sparbank
- Ekeby Sparbank
- Fryksdalens Sparbank
- Hälsinglands Sparbank
- Häradssparbanken Mönsterås
- Högsby Sparbank
- Ivetofta Sparbank
- Kinda-Ydre Sparbank
- Laholms Sparbank
- Lekebergs Sparbank
- Leksands Sparbank
- Lönneberga-Tuna-Vena Sparbank
- Markaryds Sparbank
- Mjöbäcks Sparbank
- Norrbärke Sparbank
- Orusts Sparbank
- Roslagens Sparbank
- Sala Sparbank
- Sidensjö Sparbank
- Skurups Sparbank
- Snapphanebygdens Sparbank
- Sparbanken Boken
- Sparbanken Gotland
- Sparbanken i Enköping
- Sparbanken i Karlshamn
- Sparbanken Nord
- Sparbanken Syd
- Sparbanken Tanum
- Sparbanken Tranemo
- Sparbanken Västra Mälardalen
- Södra Hestra Sparbank
- Sölvesborg-Mjällby Sparbank
- Tidaholms Sparbank
- Tjörns Sparbank
- Ulricehamns Sparbank
- Vadstena Sparbank
- Valdemarsviks Sparbank
- Westra Wermlands Sparbank
- Virserums Sparbank
- Ålems Sparbank
- Åse Viste Sparbank

## Medlemsbanker
- Ekobanken
- JAK Medlemsbank

## Betydande filialer till kreditinstitut inom EU/EES
- Danske Bank
- DNB Bank
- Nordea
- Santander Consumer Bank